# John Howard, 1:e hertig av Norfolk

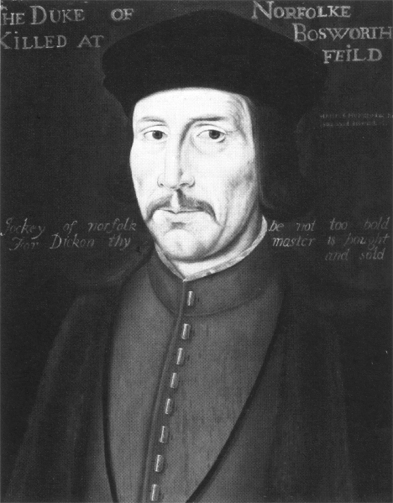
John Howard, 1:e hertig av Norfolk

John Howard, född omkr. 1430, död 22 augusti 1485 var 1:e hertig av Norfolk, England och deltog i "rosornas krig" på Yorkpartiets sida från dess början 1455, då han blev parlamentsledamot för Norfolk.
Howard upphöjdes av Henrik VI 1470 till baron, åtföljde 1475 Edvard IV på dennes expedition till Frankrike och var en av underhandlarna om stilleståndsfördraget i Picquigny samma år. Efter Edvard IV:s död slöt han sig till hertigen av Gloucester (Rikard III) och belönades för sitt bistånd vid dennes upphöjelse på tronen med titeln hertig av Norfolk, ärftlig värdighet av riksmarskalk (Earl Marshal) och utnämning till riksamiral (1483). Howard stupade i Rikards armé vid Bosworth och förklarades av parlamentet ha som förrädare förverkat gods och titlar.